# 宇宙船レッド・ドワーフ号
『宇宙船レッド・ドワーフ号』（うちゅうせんレッド・ドワーフごう、Red Dwarf）は、1988年2月15日から1999年4月8日にかけてイギリスBBCで製作されたSFコメディテレビドラマ（海外ドラマ）。事故で乗組員が全員死亡した宇宙船レッド・ドワーフ号で、たまたま時間凍結室入りしていてただ一人生き残った乗組員のリスターが、ホログラムのリマー、猫から進化したキャット、アンドロイドのクライテンらと共に地球を目指す物語。制作はロブ・グラント(Rob Grant)とダク・ネイラー(Doug Naylor)。全8シリーズ、52話が製作された。日本では1998年10月2日から1999年11月5日までNHK総合テレビの深夜枠(24:30-24:55)にて放送。
イギリスでは、BBCとヴァージン・メディアの合弁会社であるUKTVの「Daveチャンネル」において、2009年4月10日より3夜連続で、放送開始20周年記念として10年ぶりに新作「Red Dwarf: Back to Earth」が放送された。

## 概要

### 舞台設定
物語は22世紀後半、資源企業・木星鉱山開発会社の保有する惑星間輸送船『レッド・ドワーフ号』で始まる。同船は全長6マイル（約9.7km）、高さ5マイル（約8.0km）、幅4マイル（約6.4km）という巨大な船体を誇り、木星での資源採掘と輸送を目的した旅路にあった。最低階級の乗組員である宇宙事業団の三等技術士官リスターは生物の持ち込みが禁止されているにもかかわらず、密かに妊娠している雌猫フランケンシュタインを飼っていた。これが露呈するとフランケンシュタインを助けるため、猫を隠したリスターは懲罰として冷凍保存による謹慎を命じられる。
それから長い月日が流れ、リスターはマザーコンピューターのホリーに冷凍を解除されて目覚める。他の乗組員の姿が見えない事に気付いたリスターはホリーからレッド・ドワーフで汚染事故が発生し、冷凍室で難を逃れたリスター以外は船員全員が死亡したと告げられる。唖然とするリスターが「自分は何年眠っていたのか」と尋ねると、ホリーは「汚染が除去されるのに300万年を要した」と答える。旅立った地球すらどうなっているか分からない以上、船どころか全宇宙最後の人類かも知れない（生命体は他にも存在）という事実をリスターは突きつけられる。
そこに自分と犬猿の間柄だった上官の二等技術士官リマーが現れる。リスターが孤独で発狂しない為、ホリーが最も親しい間柄にあった船員をホログラムとして蘇生したのである。しかし二人は親しいというよりも腐れ縁というのが正しく、またリマーはホログラムの自分が本当のリマーと言えるのかどうか、という哲学的な悩みを抱いていた。ともかくもリマーと共に船内を捜索するリスターは勝手に船に住み着いている青年キャットと出会う。まだ船内に人が居る事に驚くリスターだが、ホリーから彼は人間ではなく猫人類（フェリス・サピエンス）であると知らされる。かつてリスターが助けた飼い猫フランケンシュタインが船の使われていない区画で汚染を逃れ、子を残した事で船内に住み着いた猫の子孫であった。
奇妙な仲間達と共に、リスターは故郷たる地球へ戻る決意を固める。

### 物語の展開
初期における目的は明確に「地球へ戻る事」であり、その中で宇宙を闊歩する他の生命体との出会い、宇宙事業団が残したオーパーツ、300万年の間に起きた出来事、そして船内で起こる様々な騒動をテーマにして物語が進んでいった。
第3シリーズからは新レギュラーとして作業用アンドロイドであるクライテンが加わる。当初、第2シリーズで遺棄された宇宙船で死んだ人間達の世話を続けるクライテンとリスター達が出会うエピソードが存在したが、本来は単発登場であったクライテンは次のシリーズから主要キャラクターとして定着し、終盤まで活躍した。第6シリーズ第31話では舞台であった『レッド・ドワーフ号』を見失うという事件が発覚し、以降は小型探査船『スターバグ』でドワーフ号を追うという展開になり、舞台セットが変更されると同時にレギュラーからホリーが外れた。
物語終盤となる第7シリーズではエース・リマーの使命を引き継ぐ事になったリマーが別の次元に去っていくという展開がなされ、リマーがレギュラーから外れた。代わりに設定上でリスターが思いを寄せていた女性であるコチャンスキーが別の次元から訪れ、レギュラーに加わった 。更に第7シリーズのラストでナノロボットにより「失われていたドワーフ号が乗組員と共に全て復活する」という衝撃の舞台転換が行われた。従って最終シリーズとなる第8シリーズでは第1話の冒頭以来となる木星鉱山開発会社・宇宙事業団内でのエピソードが中心となり、大きく毛色の違うストーリーとなった。加えて第8シリーズ後半は船内の騒動により懲役2年の罪を与えられ、人間として蘇生したリマーとリスターが船の一角に作られていた懲罰区域に移動させられている。最終シリーズ最終話はリマーを主役にした物語であった。
続編製作を望む声は大きく、映画製作など複数の企画が出され、また小説や漫画版が刊行されながらも映像化はなされないままになっていた。しかし最終話から10年後となる2009年4月10日に特別ドラマとして「Red Dwarf: Back to Earth」が製作された。舞台は最終話から9年後、レッド・ドワーフ号で再びリスター、リマー、キャット、クライテンの四人が様々な騒動を起こしながらも旅を続け、遂に目的であった地球に戻るという内容となる。

## 登場人物
デイビッド（デイブ）・リスター (David "Dave" Lister)
クレイグ・チャールズ (Craig Charles) / 吹替：堀内賢雄（第1シリーズ〜）
宇宙船レッド・ドワーフの乗組員にして宇宙事業団の船員で、作品の主人公。階級上では最低ランクに位置する三等技術士官で、上官のリマーと共に雑用を主な仕事にしている。
だらしのない性格と仕事嫌いの気質から（本人は気にしていないが）船内でも落ちこぼれに属していたが、猫（キャットの祖先）を船内に持ち込み、引き渡しを拒否したため、懲罰で時間凍結室に入れられてしまう（発覚の原因は猫との記念写真を船内の現像所で現像したため）。だがその結果爆発事故による核汚染を免れ、唯一の生存者となる。
最後の船員としてホログラムとして蘇生したリマーを初め、キャット、クライテンら仲間と共に地球帰還を目指しつつ、辿り付くまでの膨大な時間を持て余す日々を送る。
地球のイギリス出身で、生粋のリヴァプールっ子。好きなものはカレー風料理のヴィンダルーとラガービールで、嫌いなものは生野菜。
第1話「それは終わりから始まった」の時点では25歳だが、作品の進展につれてある程度年齢を重ねている。
不潔でも平気なタイプで、洗剤やオーデコロンを買う金をケチっているので、靴下は警報が作動するほどの悪臭を放ち、カレーのシミが付いていないシャツは1枚も無い。
怠惰で不真面目で不潔という三重苦ぶりだが、過酷な境遇（孤児であるなど）を決して悲観しない陽気さと、困った人間を見捨てられない根の優しさを持ち、それ故周りに好かれている。
本人も認める勉強嫌いであり、それをリマーに馬鹿にされる時もあるが、地理及び歴史上の人物や出来事など意外な事に博識であったりする。料理も得意としており、作中で二等技術士官より上のコックに昇進した（しかしこれはリスターの嘘であったことが後にホリーによって明かされている）。
リマーが10年以上も勉強して全く覚えられない宇宙共通語を簡単に翻訳したり、クライテンが数か月やってやっと操縦できる様になったスターバグをミスなしで操縦したりと、実は非常に優秀。
上記の事もあったためか、第32話でインクイジターに「脳みそはあったのに使わなかった」といわれる。能力はあるが、努力をせず、またする必要も感じないタイプだと言える。
遊び人肌だけあって女性関係は割合華やかで、12歳の時に童貞を捨てている。惚れっぽい性格で、乗組員になってからは同僚のコチャンスキーに片思いを続けている。（第1シリーズでは片思いしているようだったが、第7シリーズ以降は一時的な恋人関係だったのが破局した。ような書かれ方をしている。）
地球に帰ってフィジーで牧場を開くのが夢で、実現の為に給料は全て貯金している。未来の世界では171歳まで生き、二人の息子を儲けていた。男性だが妊娠した経験がある。
絶望毒素を浴びた世界では未来のイギリスにおけるファシスト政権の高官で、反逆者への大量虐殺を進める冷酷な人物へと生まれ変わった。リスターの持つ優しさの裏返しとも言える。
小説版では酔った勢いで来てしまった火星から地球に戻るための手段としてレッド・ドワーフ号に雇われるが、地球に戻るための時間潰しと労働の回避のためにわざと問題を起こし懲罰として時間凍結室に入るなど、ズル賢い一面を描かれている。
アーノルド・J. リマー (Arnold Judas Rimmer)
クリス・バリー (Chris Barrie) / 吹替：江原正士（第1シリーズ〜）
リスターの直属の上官で、階級は最低ランクより一つ上の二等技術士官。爆発事故を起こした張本人で、自らも巻き込まれて本体はすでに死亡しているが、ホログラムとして再生する。
レッド・ドワーフ号の設備では一人しか維持できないホログラムとして、唯一の生き残りとなったリスターが孤独さから正気を失うのを避ける為に蘇生された。
しかしリスターとは犬猿の仲で、ホリーは1400万語もの会話を交わした間柄から「最も親しい」と判断して蘇生させたが、その内の700万語（リスター）は「ゴキブリ」、もう700万語（リマー）は「ドジ」だった。
ホログラムな為、物に触ることができず、額に「H」の文字が張り付けられている。第32話でレギオンによって映写機が改良され、物に触ることができる様になった。日本語訳では「ソフト光線」から「ハード光線」になったと描写されている。
性格は傲慢かつ尊大で、極度の権力コンプレックスで徹底的な権威主義者。しかしその割に臆病であり、危険が迫れば真っ先に逃げ出そうとする。
弱きを虐げ強きに媚びる卑屈さと、自己中心的な言動から男女問わず常に周囲から嫌われてしまっているが、本人もある程度自覚して傷つくなど憎めない部分がある。
実務面でもプライドばかり高く無能で、昇進への熱意は強いが「脳細胞より歯の数の方が多いのではないか」と評されるほど頭が悪く、リスターと雑用係をこなす日々を送っている。
趣味は軍人将棋と戦争物のボードゲームで、昔の結果についてもダイスの目まで覚えている。また英雄願望からナポレオンに心酔しきっている。
衛星イオの移民家系の出身で、四人兄弟の末っ子。両親共に地元の名士で、上の兄達も宇宙事業団で幹部職に栄達しているというエリート一家に生まれた。
少年時代を出来の悪さから両親や兄達の蔑みの中で過ごしており、捻くれた性格は家族によって植え付けられた部分が大きく、またそれが逆に本人の能力を抑えてしまっている。
事実、別の時間線（パラレルワールド）では卑屈さから脱したリマー（エース・リマー）が存在し、秘めていた才能を遺憾なく発揮してヒーローとなっている。ただしパラレルワールド中を渡り歩いたエース・リマーにとっても「他の世界にはあれほど酷いリマーはいなかった」と言われている。
未来の自分たちに攻撃されリマー以外が全滅してしまった時もタイムドライブを破壊することを思い付き、仲間を救う事に成功するなど機転ある行動も多い。
絶望毒素を浴びた世界では政府高官となったリスターの異父兄弟で、金も地位も無い住所不定の浮浪者へと生まれ変わった。これは自身の現状を「父親のせい」と思い込むリマーにとって、同じ父親を持ちながら成功しているリスターの存在は絶望そのものだからだと言える。
全てが自分の思い通りになる仮想現実のゲームにおいても、最初は満喫していたものの「自分がこんなに幸福なわけがない」と思い込み、共にゲームを楽しんでいたリスターやキャットも巻き込んでめちゃくちゃにしてしまった。
ただし小説版ではその悲観主義のおかげで人間を廃人にしてしまうゲームから脱出するきっかけを生み出している。
第7シリーズでは新たなるエースとなるために皆と別れるが、第8シリーズにてナノマシンによってレッド・ドワーフ号と共に蘇生された。
キャット (The Cat)
ダニー・ジョン＝ジュールス (Danny John-Jules) / 吹替：山寺宏一（第1シリーズ〜）
レッド・ドワーフ号に住み着く謎の青年。その正体はリスターが懲罰を受ける原因となった飼い猫フランケンシュタインの子孫で、300万年の間に進化して成立した猫人間の末裔。
リスター復活時には猫人間は宗教戦争を起こして多くが死んでおり、残った者も約束の地「ヒューシャル」を目指して旅立っているが、祖父と共にレッド・ドワーフ号に留まっている。
初期のシリーズは猫としての自由奔放な行動を見せていたが、徐々に人間らしい行動を覚えていき、中盤のスターバグによる航行ではクルーの一人として行動する。
服を何十着も持っているほどのおしゃれ好き、というかおしゃれ以外のことは考えない軽薄男。女性にも目が無く、敵が色仕掛けを使うと真っ先に引っかかる。
周囲の意見を気にしない根っからのナルシスト。その自尊心は理想の美人に擬態する異星人と会った時、異星人がキャット自身に擬態したほどで、ある意味リマー以上に自己中心的。
特に自分のスタイルには絶対の自信があるらしく「ルーブル美術館に飾ってもいい」と豪語していたが、未来の自分が禿頭の扁平尻になっていた事にショックを受けていた。
周囲を気にしないが故に結構な毒舌家であり、趣味と性格が正反対のリマーとは年中罵り合っている。「お馬鹿のリマー」「腰のゴム跡みたいな男」など悪口には事欠かない。
絶望毒素を浴びた世界では出っ歯で河童頭の不細工男デュアン・デブリ(Duane Dibbley)へと変化した。その後もたびたびデブリに戻ってしまうエピソードがある。
クライテン (Kryten)
デイヴィッド・ロス (David Ross) / 吹替：亀山助清（第2シリーズ）
ロバート・ルウェリン (Robert Llewellyn) / 吹替：亀山助清（第3シリーズ〜第8シリーズ）→岩崎ひろし（第9シリーズ〜）
不時着船から救助された2340年製の作業用メカノイドで、ディヴァドロイド・インターナショナル社(DivaDroid International)の4000シリーズ型。
型番（個体識別名）は「2X4B・523P」で本人によれば「2X4B」は余り気に入っていないが、「294B」と名付けられた者よりはマシだったと語っている。
知能に優れている為、緊急時にはドワーフ号の指揮を取ることもある。リスターへの忠誠心が特に強く、終盤登場したコチャンスキーにあからさまに嫉妬する場面がある。
人に従う事を至上の目的とするように設計されており、人間に仕える事を除けばテレビドラマ『アンドロイド』だけが楽しみという自己主張のないロボット。
上記に加えて嘘や人間への反抗ができない様にもプログラムされていたが、それを気の毒に思ったリスターの教育により次第に人間らしい心を芽生えさせていく。
そして最終的には人間と同じ生きる喜びを感じるようになり、自分を廃棄処分にしようとする新型メカノイド「ハドゼンテン」にドワーフの面々と立ち向かう。
人間らしい感情を抑える為にプログラム以外にも様々な制御が行われていて、良心チップの他に「シリコンヘブン」なる機械の天国を信じさせられている。なお人間の言う「天国」については「人間の嘘」と切り捨てている。
リスターの思惑で良心チップが外された時は「同族も食べないと人間が増えすぎる」と人肉を平然と食べさせるなど倫理観が破綻した人格になっていた。
人間に似せた人型ロボットだが、人と違って全ての部位に装置が取り付けられており、股間のアダプタで掃除機やミキサーを使用できる（ちなみに設計者は女性）。
絶望毒素を浴びた世界では警察のメカノイド課に勤める刑事（管轄は交通整理）に生まれ変わり、成り行きで人間を撃ち殺してしまう。
ホリー (Holly)
ノーマン・ラヴェット (Norman Lovett) / 吹替：青野武（第1シリーズ〜第2シリーズ、第8シリーズ）→多田野曜平（第12シリーズ〜）
ハティ・ヘイリッジ (Hattie Hayridge) / 吹替：一城みゆ希（第3シリーズ〜第5シリーズ）
レッド・ドワーフ号のコンピュータで、スクリーンには顔だけ表示されている。第1・第2シリーズには、ディスプレイにキャタピラが付いた自走式の端末（やはり画面には顔のみ）の姿で登場することもあった。
顔は、数億もの候補から、歴史上最も女性にモテた顔を選んだとされる。
中期には表示する顔と声を女性に変えた。レッド・ドワーフ号が盗まれた時には小惑星に置き去りにされたが、後にリスターたちによって発見された。
本来はIQ6000、ただし300万年の間に性能が劣化している。
クリスティン・コチャンスキー (Kristine Kochanski)
クレア・グローガン (Clare Grogan) / 吹替：渡辺美佐（第1シリーズ）
クロエ・アネット (Chloë Annett) / 吹替：渡辺美佐（第7シリーズ〜第9シリーズ）
リスターの片思いの相手。レッド・ドワーフ号の船橋に勤務する士官で、第1話で死亡するが、後にパラレルワールドの一つからこちらの宇宙にやって来る。
ホリスター船長 (Captain Frank Hollister)
マック・マクドナルド / 吹替：島香裕（第1・第2シリーズ、第8シリーズ、第12シリーズ）
レッド・ドワーフ号の船長。第1話の事故で死亡したが、第8シリーズで乗組員全員と共に復活する。昔はロン毛のプー太郎だったらしく、卑劣な手段で昇格してきたと語っている。
エース・リマー
上記のリマーの別の宇宙での姿。リマーは家族皆が優秀な中自分だけ優秀とは言えず、捻くれた性格になってしまったがこのリマーは一度留年した事でそのトラウマを克服（留年により、同級生の中で一番背が高くなった事が活力となった）宇宙事業団のテストパイロットとなり、エースと呼ばれ皆に尊敬されるようになっている。決め台詞は「葉巻でも吸っててくれ、朝食までには戻る」（Kipperはニシンの燻製だが、英国では葉巻の俗語）それを聞いた皆は「クールだねぇ」と感想を漏らす。リマーが宇宙生物に恐れや卑屈さを吸い取られた際にもこの姿になった。
第7シーズンで再登場するが、初めに出会ったエースとは別人であり、パラレルワールドの数々のリマーによってエースの名が引き継がれていることが明らかになった。その事実を知ったドワーフ号のリマーもエースとなるべく皆と別れることになった。

## 設備など
レッド・ドワーフ号 (Red Dwarf)
木星鉱山開発会社が建造・運行している宇宙船で、宇宙事業団の船員が乗船し、木星で収集した鉱物資源を地球に輸送するのが任務である。
赤色に塗装された巨大な船体で、長期間の航海に備え、ディスコから監獄まて設置されている。また、注文すると即座に食品が出てくるフードディスペンサーも備えている。
リマーの修理ミスによって放射能漏れ事故が発生し、時間凍結室に入っていたリスターを除いて全乗員が死亡した。事故後はホリーの操縦で太陽系外に進路を取り、放射線レベルが安全なレベルに下がる300万年後まで、宇宙空間を航行していた。
第31話で船は何者かによって盗まれた事が判明し（後にナノボットによって原子より小さいサイズにされたことが判明した）、第44話で再生されるが、この時死亡していた全乗員まで再生されてしまった。
ホリーの管理外の区域があり、猫族はそこで進化を遂げた。
スターバグ (Starbug)
レッド・ドワーフ号に搭載される第二種着陸船。小型の惑星探査船だが、性能が低く本来の用途には使われなかった（しかし200年以上ドワーフ号を追跡したり、冷凍睡眠用の設備を有したりと十分な性能を有している）。レッド・ドワーフ号が盗まれた時には、4人が搭乗して後を追い、その間に様々な改良を施した結果、性能が向上した。
着陸船、探査船としての性能はあまり高くないが、非常に頑丈。作中何度も隕石にぶつかったり、ミサイルに撃たれたり惑星に墜落したりするが、外見上の損傷を受けたり飛行に影響が出るほどの損傷を受けたことは数度しかない。
第45話で、一旦巨大化したレッド・ドワーフ号が元のサイズに戻ってゆく過程で破壊されてしまった。
バズーコイズ
ドワーフ号やスターバグに備え付けられている火器。エイリアンのような敵が現れた場合やロックされたドアをぶち破ったりする際に利用された。
本作にはサブマシンガン状の光線銃・ショットガンなど複数の武器が出てくるが、名前が出てくるのはこれだけ。どうやら赤外線誘導方式の誘導弾を発射しているらしい。
スカッター (Skutter)
船に備えられた小型の雑用ロボット。数台いる。口頭での命令は受け付けるが、発話は出来ない。リマーの命令に反抗したり、いたずらを仕掛けたりすることもある。リスターを好いているのか（もしくはリマーが嫌われているのか）、リスターが冷凍カプセルに入ろうとしたときは拗ねて嫌がった。
トーキー・トースター
リスターが所有するおしゃべりな台湾製のトースター。口癖は「トースト食べます？」。
あまりにもおしゃべりなため、癇癪を起こしたリスターに破壊されたがクライテンの手で修理された。その後は「おこんにちは」と､リスター曰く“売れないコメディアンでも言わない”挨拶をするようになった。

## エピソード

### 第1シリーズ
- 第1話 それは終わりから始まった (The End)
- 第2話 未来は突然やってきた (Future Echoes)
- 第3話 昇進は宇宙のいのち (Balance of Power)
- 第4話 神様はオレ様? (Waiting for God)
- 第5話 本当の自分はどっちだ (Confidence and Paranoia)
- 第6話 2人リマーで大混乱 (Me2)

### 第2シリーズ
- 第7話 はじめまして、哀愁のアンドロイド (Kryten)
- 第8話 プレゼントは悪夢のゲーム (Better Than Life)
- 第9話 他人（ひと）の恋に酔いしれて (Thanks for the Memory)
- 第10話 過去と未来がコンニチハ (Stasis Leak)
- 第11話 お払い箱? ホリー最大のピンチ! (Queeg)
- 第12話 となりの宇宙は女性天国 (Parallel Universe)

### 第3シリーズ
- 第13話 地球は逆に回っている (Backwards)
- 第14話 雪の惑星に落ちた友情 (Marooned)
- 第15話 進入! 変身エイリアン (Polymorph)
- 第16話 他人の体で暴飲暴食 (Bodyswap)
- 第17話 過去をかえれば大富豪 (Timeslides)
- 第18話 クライテン 最後の晩さん (The Last Day)

### 第4シリーズ
- 第19話 不思議な恋の“カサブランカ” (Camille)
- 第20話 夢のD.N.A.変身 (DNA)
- 第21話 リマーの罪と罰 (Justice)
- 第22話 一発逆転! ホールをねらえ (White Hole)
- 第23話 異次元から来た男 (Dimension Jump)
- 第24話 史上最大の偉人作戦 (Meltdown)

### 第5シリーズ
- 第25話 ホログラム 愛の楽園 (Holoship)
- 第26話 地獄の人生審判官 (The Inquisitor)
- 第27話 心の星はだれの星? (Terrorform)
- 第28話 恐怖のホロウイルス (Quarantine)
- 第29話 悪魔と天使・2つの顔 (Demons and Angels)
- 第30話 現実・幻覚、いまどっち? (Back to Reality)

### 第6シリーズ
- 第31話 サイレーン 魔の誘惑 (Psirens)
- 第32話 ブレンド人間のおもてなし (Legion)
- 第33話 にわかガンマン夢中の決闘 (Gunmen of Apocalypse)
- 第34話 花嫁は野獣美女 (Emohawk: Polymorph II)
- 第35話 驚異のリマーワールド (Rimmerworld)
- 第36話 自分の未来と大戦争 (Out of Time)

### 第7シリーズ
- 第37話 カレーが変えた人類の歴史 (Tikka to Ride)
- 第38話 腰抜けリマー ヒーローになる日 (Stoke Me a Clipper)
- 第39話 めぐりめぐってオレがいる (Ouroboros)
- 第40話 愛としっとの迷い道 (Duct Soup)
- 第41話 なぜかリマーが恋しくて (Blue)
- 第42話 キレたクライテンの秘密 (Beyond a Joke)
- 第43話 黙れ! おしゃべりウイルス (Epideme)
- 第44話 ドワーフ号 ミクロの奇跡 (Nanarchy)

### 第8シリーズ
- 第45話 元にもどって なんか変!? (Back in the Red: Part I)
- 第46話 恋と出世のフェロモン騒動 (Back in the Red: Part II)
- 第47話 のせられて裁かれて (Back in the Red: Part III)
- 第48話 オレたちに明日はある? (Cassandra)
- 第49話 テレビ成金クライテン (Krytie TV)
- 第50話 13階のこりない面々 (Pete: Part I)
- 第51話 恐竜になった小鳥 (Pete: Part II)
- 第52話 そしてだれもいなくなった? (Only the Good...)

### Back to Earth
2009年のイースターの連休にあたる、4月10日から4月12日の3日連続で3話が放送されたスペシャル番組。
舞台は第8シリーズから9年経ったレッド・ドワーフ号で、船内に出現した巨大イカによる幻覚で、現代のロンドンに現れた4人が巻き起こす騒動を描く内容である。オリジナルメンバーが揃って出演したが、ホリーは登場せず、また第8シリーズで復活した乗員達も登場しない。さらにリマーはホログラムのままとなっている。
9年ぶりの復活だったが、番組は、Daveチャンネルの放送開始以来最高の視聴率を記録するなど好評を持って迎えられた。
日本では第49回日本SF大会 2010 TOKON10にて2010年8月7日に上映された。。
- 第1話 地球にもどって もっと変!? パート1 (Red Dwarf: Back to Earth (Part One))
- 第2話 地球にもどって もっと変!? パート2 (Red Dwarf: Back to Earth (Part Two))
- 第3話 地球にもどって もっと変!? パート3 (Red Dwarf: Back to Earth (Part Three))

そして 第53回日本SF大会 2014 なつこんにて2014年7月20日に再上映された。
「Back to Earth」の視聴者からの好評を受け、関係者は新エピソードの放送に向けて検討。クライテン役のロバート・ルェリンが、Daveチャンネルより2010年秋に第10シリーズとして6話分の新エピソードが放送される事が決定し2010年にかけて撮影が行われる予定である事を、明らかにした。

### 第10シリーズ
- 第1話 キャプテン・リマー 栄光への道 (Trojan)
- 第2話 オレがオヤジで オヤジがオレで (Fathers & Suns)
- 第3話 レモンで知った歴史の秘密 (Lemons)
- 第4話 ERRA 間違いだらけの大正解 (Entangled)
- 第5話 地球から愛をこめて (Dear Dave)
- 第6話 それは新たなる始まり (The Beginning)

第53回日本SF大会 2014 なつこんにて2014年7月20日に第1話 "Trojan/トロイ"が上映された。

### 第11シリーズ
- 第1話 テクノロジー禁止令 (Twentica)
- 第2話 悲しき宇宙船、サムサラ号 (Samsara)
- 第3話 友情はギブ・アンド・テイク (Give and Take)
- 第4話 リマーがいっぱい (Officer Rimmer)
- 第5話 クライテン・クライシス (Krysis)
- 第6話 彼女は変身エイリアン! (Can of Worms)

2016年 UKのDAVE TVにて放送

### 第12シリーズ
- 第1話 悪を治せばイイ人だらけ (Cured)
- 第2話 波乱のメカノイド解放戦線 (Siliconia)
- 第3話 批判違反にご用心 (Timewave)
- 第4話 機械主義はじめました (Mechocracy)
- 第5話 Mコープ 時間、買います (M-Corp)
- 第6話 理想の宇宙はどこにある? (Skipper)

2017年 UKのDAVE TVにて放送

## DVD
- 宇宙船レッド・ドワーフ号 DVD-BOX
  - 発売日: 2006年1月27日
  - 既発売のDVD-BOX1とDVD-BOX2を1BOXにしたもの
  - シリーズ1から8までを収録
- 宇宙船レッド・ドワーフ号 シリーズ9 & 10 DVD-BOX[15]
  - 発売日: 2015年2月3日
- 宇宙船レッド・ドワーフ号 シリーズ11 / シリーズ12　Blu-ray&DVD[16]
  - 発売日: 2019年7月2日
- 宇宙船レッド・ドワーフ号 シリーズ１～8 完全版Blu-ray BOX[17]
  - 発売日: 2019年8月2日

## 小説版
全四冊で、テレビ版とはプロットが異なる。1・2巻はロブ・グラントとダグ・ネイラーが「グラント・ネイラー」の名の下に合作。3巻はネイラー、4巻はグラントの単独作品である。初めの二冊が日本語訳されている。
- 『宇宙船レッド・ドワーフ号1 - 無限の宇宙そんなに急いでどこへ行く』ISBN 4-309-20369-8
- 『宇宙船レッド・ドワーフ号2 - 素晴しきかな人生』ISBN 4-309-20373-6
  - グラント・ネイラー著、安原和見訳、河出書房新社、2003年
- Last Human (1995) ネイラー ISBN 0-14-014388-2
- Backwards (1996) グラント ISBN 0-14-017150-9